# Takin' Off
Takin' Off je první studiové album amerického jazzového klavíristy Herbieho Hancocka, nahrané 28. května 1962 ve studiu Van Gelder Studio v Englewood Cliffs a vyšlo později v tomtéž roce u vydavatelství Blue Note Records. Skladbu „Watermelon Man“ později nahrála řadu umělců, mezi které patří Jimmy Smith, Quincy Jones nebo Maynard Ferguson.

## Seznam skladeb
Všechny skladby napsal herbie Hancock.
| Pořadí         | Název           | Délka |
| -------------- | --------------- | ----- |
| 1.             | Watermelon Man  | 7:09  |
| 2.             | Three Bags Full | 5:27  |
| 3.             | Empty Pockets   | 6:09  |
| 4.             | The Maze        | 6:45  |
| 5.             | Driftin'        | 6:58  |
| 6.             | Alone and I     | 6:25  |
| Celková délka: | Celková délka:  | 39:01 |

## Obsazení
- Herbie Hancock – klavír
- Freddie Hubbard – trubka
- Dexter Gordon – tenorsaxofon
- Butch Warren – kontrabas
- Billy Higgins – bicí